# هيرب سارجنت
هيرب سارجنت (بالإنجليزية: Herb Sargent)‏ هو كاتب وكاتب سيناريو ومنتج تلفزيوني أمريكي، ولد في 15 يوليو 1923 في فيلادلفيا في الولايات المتحدة، وتوفي في 6 مايو 2005 بسبب نوبة قلبية.

## وصلات خارجية
- هيرب سارجنت على موقع IMDb (الإنجليزية)